# Kuppendorfer Böhrde
Kuppendorfer Böhrde este o arie protejată (arie de protecție specială avifaunistică — SPA) din Germania întinsă pe o suprafață de 687 ha, integral pe uscat.

## Localizare
Centrul sitului Kuppendorfer Böhrde este situat la coordonatele 52°34′16″N 8°51′41″E / 52.5711°N 8.8614°E.

## Înființare
Situl Kuppendorfer Böhrde a fost declarat arie de protecție specială avifaunistică în iunie 2001 pentru a proteja 6 specii de animale.

## Biodiversitate
Situată în ecoregiunea atlantică, aria protejată nu include niciun habitat protejat.
La baza desemnării sitului se află mai multe specii protejate de  păsări (6): ciocănitoare neagră (Dryocopus martius), presură de grădină (Emberiza hortulana), ciocârlie de pădure (Lullula arborea), codobatura galbenă (Motacilla flava), codroșul de pădure (Phoenicurus phoenicurus), sitar de pădure (Scolopax rusticola).